# Julia Grabher
Julia Grabher (Dornbirn, 2 juli 1996) is een tennisspeelster uit Oostenrijk. Grabher begon op zesjarige leeftijd met het spelen van tennis. Haar favoriete ondergrond is gravel. Zij speelt rechtshandig en heeft een tweehandige backhand. Zij is actief in het internationale tennis sinds 2012.

## Loopbaan
In 2014 speelde Grabher haar eerste WTA-wedstrijd op de kwalificatie van het WTA-toernooi van Bad Gastein.
Grabher komt sinds 2015 voor Oostenrijk uit op de Fed Cup  – zij behaalde daar een winst/verlies-balans van 8–20.
In februari 2022 kwam zij binnen op de top 150 van de wereldranglijst in het enkelspel. In september won zij haar eerste WTA-titel op het toernooi van Bari. Daarmee steeg zij naar de mondiale top 100.
In 2023 had Grabher haar grandslamdebuut op het Australian Open. Op Roland Garros won zij haar eerste grandslampartij, door de Nederlandse Arantxa Rus te verslaan

## Posities op deWTA-ranglijst
Positie per einde seizoen:
| jaar | rang enkelspel | rang dubbelspel |
| ---- | -------------- | --------------- |
| 2014 | 952            | –               |
| 2015 | 572            | 1069            |
| 2016 | 308            | 400             |
| 2017 | 261            | 585             |
| 2018 | 247            | –               |
| 2019 | 231            | 525             |
| 2020 | 226            | 528             |
| 2021 | 192            | 511             |
| 2022 | 84             | –               |

## Resultaten grandslamtoernooien
| Legenda | Legenda                          |
| ------- | -------------------------------- |
| g.t.    | geen toernooi gehouden           |
| l.c.    | lagere categorie                 |
| –       | niet deelgenomen                 |
| G       | uitgeschakeld in de groepsfase   |
| 1R      | uitgeschakeld in de eerste ronde |
| 2R      | uitgeschakeld in de tweede ronde |
| 3R      | uitgeschakeld in de derde ronde  |
| 4R      | uitgeschakeld in de vierde ronde |
| KF      | uitgeschakeld in de kwartfinale  |
| HF      | uitgeschakeld in de halve finale |
| F       | de finale verloren               |
| W       | het toernooi gewonnen            |
| w-v     | winst/verlies-balans             |

### Enkelspel
| toernooi        | 2023 |
| --------------- | ---- |
| Australian Open | 1R   |
| Roland Garros   | 2R   |
| Wimbledon       |      |
| US Open         |      |

## Palmares
| Legenda                 |
| ----------------------- |
| Grandslamtoernooi       |
| Olympische Spelen       |
| Year-End Championships  |
| Premier Mandatory       |
| Premier Five / WTA 1000 |
| Premier / WTA 500       |
| International / WTA 250 |
| Challenger / WTA 125    |

### WTA-finaleplaatsen enkelspel
| nr.              | finale     | toernooi  | ondergrond | tegenstandster   | score         |         |
| ---------------- | ---------- | --------- | ---------- | ---------------- | ------------- | ------- |
| gewonnen finales |            |           |            |                  |               |         |
| 1.               | 2022-09-11 | WTA Bari  | gravel     | Nuria Brancaccio | 6-4, 6-2      | details |
| verloren finales |            |           |            |                  |               |         |
| 1.               | 2023-05-27 | WTA Rabat | gravel     | Lucia Bronzetti  | 4-6, 7-5, 5-7 | details |

## Trivia
Het Österreichischer Tennisverband (Oostenrijkse tennisbond) ontving in 2018 een subsidie van € 4.000 vanuit de federale overheid van Oostenrijk, ten behoeve van het topsportprogramma van Julia Grabher, in het kader van de subsidieregeling „Team Rot-Weiß-Rot (TRWR)”.